# Portoriko na Letních olympijských hrách 1996
Portoriko se účastnilo Letní olympiády 1996. Zastupovalo ho 69 sportovců (47 mužů a 22 žen) v 16 sportech.

## Medailisté
| Medaile | Jméno         | Sport | Soutěž                           |
| ------- | ------------- | ----- | -------------------------------- |
| Bronz   | Daniel Santos | Box   | muži váha lehká střední do 67 kg |